# Shah Waliullah Dihlawi
Quṭb al-Dīn Aḥmad Walī Allāh ibn ʿAbd al-Raḥīm al-ʿUmarī al-Dihlawī (in arabo قطب الدين أحمد ولي الله بن عبد الرحيم العمري الدهلوﻱ‎?; Delhi, 2 marzo 1703 – Delhi, 17 agosto 1762) è stato un teologo e mistico indiano di religione islamica e di madhhab hanafita.
Comunemente noto come Shah Waliullah Dihlawi (in arabo شاه ولي الله الدهلوي‎?), è stato uno studioso musulmano, esperto muḥaddith (conoscitore di ḥadīth) e importante rinnovatore del sapere e dei costumi islamici.

## Gioventù e istruzione
Shah Waliullah, il cui nome proprio era Aḥmad, nacque nel 1703. Figlio di Shah ʿAbd al-Raḥīm, compilatore di un Lessico hanafita, le Fatāwā-e ʿĀlamgīrī (Le Fatwā di ʿĀlamgīr). Suo nonno era stato lo sceicco Wajihuddin, importante ufficiale nell'esercito dell'imperatore Mughal Shah Jahan.
Ebbe a sua volta un figlio, diventato uno studioso assai apprezzato, Shah 'Abd al-'Aziz.

## Morte e retaggio
Shah Waliullah morì nel 1762.
 I suoi lavori trattano il sunnismo ortodosso e il Sufismo. La sua opera più importante fu la Ḥujjat Allāh al-bāligha, diretta a istruire i Sufi affinché si conformino alle norme legali ortodosse, evitando il rischio assai presente nel misticismo esoterico islamico di una deriva antinomistica.

Egli disse in proposito: 
"Alcune persone pensano che non ci sia utilità nelle ingiunzioni della Legge islamica e che le azioni e le ricompense come stabilite da Dio non abbiano un fine benefico. Essi pensano che i comandi della Legge islamica siano simili a quelli impartiti da un padrone a un servo di sollevare una pietra o di toccare un albero per verificare la sua ubbidienza, e che in ciò non vi sia un fine che non sia quello d'imporre una prova, cosicché se il servo ubbidisce, egli lo ricompenserà e se disubbidisce egli lo punirà. Questa idea è completamente falsa. Le tradizioni del Profeta* e il consenso delle opinioni [dei musulmani] di [tutte] le epoche, contraddicono questa idea".

## Opere
- Alṭāf al-quds (Le conoscenze del sacro), ed. D. Pendlebury, trad. G. Jalbani, The Sacred Knowledge, Londra, Octagon, 1982.[5]
- al-Khayr al-kathīr (Il bene abbondante), trad. G. Jalbani, Lahore, Ashraf, 1974.[5]
- Ḥujjat Allāh al-bāligha (La prova profonda di Allah), Lahore, Shaikh Ghulam Ali and Sons, 1979. Considerato il suo capolavoro e pubblicato per la prima volta a Rae Bareily, (India) nel 1286 del calendario islamico.[6]
- Shaṭaḥāt (Manifestazioni mistiche), trad. in Urdu da S.M. Hashimi, Lahore, Idarah Thaqafat Islamiyya, 1989; trad. inglese di G. Jalbani, Sufism and the Islamic Tradition: the Lamahat and Šata'at of Shah Waliullah, Londra.[5]
- Lamaḥāt (Lampi di luce), Hyderabad, Shah Wali Allah Academy, 1963; trad. G. Jalbani, Sufism and the Islamic Tradition: the Lamahat and Šata'at of Shah Waliullah, Londra, 1980.[5]
- Fuyūḍ al-ḥaramayn (Emanazioni di visioni spirituali di Mecca e Medina).[5]
- Tafhīmāt-e Īlāhiyya (Le comprensioni divine), Dabhail, 1936, 2 voll.
- al-Budūr al-bāzigha (Le lune piene sorgenti in splendore).

Si crede anche che abbia tradotto per primo il Corano in Farsi, lingua veicolare della cultura islamica in tutto il subcontinente indiano.